# Hasseltiopsis
Hasseltiopsis é um género botânico pertencente à família Salicaceae.
1. ↑  «Hasseltiopsis — World Flora Online». www.worldfloraonline.org. Consultado em 19 de agosto de 2020